# Teponlampi
Teponlampi är en sjö i Finland. Den ligger i kommunen Rovaniemi i landskapet Lappland, i den norra delen av landet, 800 km norr om huvudstaden Helsingfors. Teponlampi ligger 159 meter över havet. Arean är 15,9 hektar och strandlinjen är 5,96 kilometer lång. Sjön  ingår i Kemi älvs huvudavrinningsområde. 